# Holger Krahmer
Holger Krahmer (* 16. Oktober 1970 in Leipzig) ist ein ehemaliger deutscher Politiker (FDP) und heutiger Lobbyist. Von 2004 bis 2014 war er Mitglied des Europäischen Parlaments.

## Ausbildung und Beruf
Nach einer Berufsausbildung zum Instandhaltungsmechaniker, die er 1989 abschloss, war Krahmer als Bankangestellter tätig, zuerst von 1990 bis 1996 bei der Commerzbank, dann von 1996 bis 2000 bei der Bankgesellschaft Berlin und anschließend beim Bankhaus Reuschel. Von 2001 bis 2006 arbeitete er als selbständiger Vermögensberater der Nürnberger Versicherungsgruppe und zuletzt der Fürst Fugger Privatbank. Er ist Mitgründer und war bis zum März 2015 Vorstand der GANOS Kaffee-Kontor & Rösterei AG in Leipzig.
Nach seinem Ausscheiden als Politiker engagierte sich Krahmer als Lobbyist für den Autobauer Opel, wo er als "Director Government & Industry Relations Europe" (sinngemäß: Direktor für Regierungs- und Industriebeziehungen Europa) tätig war. Im Januar 2019 wechselte er zum Autobauer Daimler als "Head of EU Affairs - Automotive". In seiner Zeit als EU-Abgeordneter im Ausschuss für Umweltfragen, öffentliche Gesundheit und Lebensmittelsicherheit war er unter anderem 10 Jahre lang für die Regulierung der Automobilbranche zuständig.

## Politik
Seit 1993 ist Holger Krahmer Mitglied der FDP, war von 1997 bis 2011 stellvertretender Vorsitzender der Leipziger FDP und führte diese vom 3. Dezember 2011 als deren Vorsitzender bis zum März 2015. Er war Mitglied des Landesvorstandes der FDP Sachsen. In den Jahren 1998 und 2002 war er Bundestagskandidat in Leipzig. Im Jahr 2001 wurde er von der FDP in den Rat der Europäischen Liberalen (ELDR Council) entsandt. Krahmer ist Mitgründer der FDP-internen Plattform „Liberaler Aufbruch“. Inzwischen hat er sich aus allen politischen Ämtern zurückgezogen.
Zur Europawahl am 16. Juni 2004 wurde er als einziger ostdeutsche Liberaler ins Europäische Parlament gewählt, wo er der Fraktion der Allianz der Liberalen und Demokraten für Europa angehört. Bei der Europawahl 2009 wurde Krahmer wiedergewählt. Mit dem Ende der Legislatur im Juli 2014 schied er aus dem Europäischen Parlament aus. 
Krahmer war seit 2004 Mitglied im Ausschuss für Umweltfragen, Volksgesundheit und Lebensmittelsicherheit; und stellvertretendes Mitglied des Ausschusses für Energie, Forschung und Industrie. Während seiner ersten Legislaturperiode gehörte er auch dem nichtständigen Ausschuss zum Klimawandel an. Zudem war er von 2004 bis 2009 Mitglied der Delegation für die Beziehungen zur Parlamentarischen Versammlung der NATO und Delegation für die Beziehungen zu den Ländern Mittelamerikas; seit 2009 ist er stellvertretender Vorsitzender der Delegation für die Beziehungen zur Arabischen Halbinsel.
2013 brachte Krahmer vor der Abstimmung des EU-Parlamentes über die Kennzeichnung von Tabakprodukten mit abschreckenden Bildern 36 Änderungsanträge ein. Von der lobbykritischen Initiative Corporate Europe Observatory wurde ihm darauf vorgeworfen, diese Anträge hätten eine sehr große Ähnlichkeit zu Dokumenten der Tabakindustrie. Krahmer dementierte die Existenz dieser Zusammenhänge. Er sei nicht durch eine Lobby fremdbestimmt. Vielmehr unterstütze er Gesundheitsschutzvorhaben, jedoch sei bei manchen Maßnahmen wie der Platzierung abschreckender Bilder „die Frage zu stellen, ob sie nicht eher die Vermarktung der Produkte erschweren sollen“. Diese Richtlinie sei ein „Kreuzzug gegen das Rauchen“, der auch wissenschaftlich auf wackligen Füßen stünde.
Krahmer leugnet die menschengemachte globale Erwärmung und bestreitet die wissenschaftliche Objektivität des Weltklimarates IPCC. Im Jahr 2010 wurde unter seiner Federführung die Broschüre Unbequeme Wahrheiten über die Klimapolitik und ihre wissenschaftlichen Grundlagen veröffentlicht, der von dem Umweltmagazin Klimalügendetektor "Fehler, zweifelhafte Quellen, kompletter Unsinn" attestiert wurde. Er ist Mitherausgeber des im November 2011 im Selbstverlag erschienenen Buches Realitätscheck für den Klimaschutz – Globale Klimapolitik zwischen Anspruch und Wirklichkeit. Im Jahr 2012 war er Mitveranstalter einer „alternativen Klimakonferenz“ von sog. „Klimaskeptikern“ in Dresden.
Krahmer ist Herausgeber einer Trilogie über die Geschichte Sachsens, die im Tauchaer Verlag erschienen ist. Sie umfasst die Bände Wie Sachsen Sachsen wurde, Wie Sachsen erwachsen wurde und Wie Sachsen mächtig wurde. Die mit Sachsen eng verknüpfte Reformationszeit, das Wirken Martin Luthers und seines wichtigsten Gegenspielers Kardinal Albrecht, wird im vierten Band aufgegriffen, der unter dem Titel Des Teufels Kardinal im Jahr 2014 ebenfalls unter seiner Herausgeberschaft erschien.

## Familie
Seit dem 13. Juli 2012 lebt Holger Krahmer in eingetragener Partnerschaft mit Patrick Passehr.

## Schriften
- Mit Steffen Hentrich (Hrsg.): Realitätscheck für den Klimaschutz. Globale Klimapolitik zwischen Anspruch und Wirklichkeit. H. Krahmer (Selbstverlag), Leipzig 2011, ISBN 978-3-00-036040-4.